# 何江欣
何江欣（1997年8月19日—），四川绵竹人，中国女子曲棍球运动员。她曾代表中国国家队参加2024年夏季奥林匹克运动会女子曲棍球比赛，获得一枚银牌。